# Lorenzo Lauri
Lorenzo Lauri (Roma, 15 de outubro de 1864 – 8 de outubro de 1941) foi um religioso italiano elevado a cardeal em 1926, tendo sido arcebispo, núncio apostólico, penitenciário-mor da Santa Sé e camerlengo da Câmara Apostólica.

## Biografia
Nascido em Roma, Lauri estudou no Pontifício Seminário Maior Romano antes de ser ordenado sacerdote, em 4 de junho de 1887. A partir de então, tornou-se docente do próprio Seminário e da Pontifícia Universidade Urbaniana, função que desempenhou até 1910. Nesse período, também serviu como oficial do Vigário de Roma (1895) e cônego da basílica de San Lorenzo in Damaso (1901). Após ser nomeado substituto do regente da Penitenciaria Apostólica, em 5 de fevereiro de 1910, Lauri foi elevado à categoria de Prelado Doméstico de Sua Santidade, em 5 de abril do mesmo ano.
Em 5 de janeiro de 1917, Lauri foi nomeado internúncio para o Peru e arcebispo titular de Éfeso pelo Papa Bento XV. Recebeu a consagração episcopal em 21 de janeiro, tendo o cardeal Donato Sbarretti como consagrante, o arcebispo Vincenzo Sardi di Rivisondoli e o bispo Americo Bevilacqua como co-consagrantes. Com o estabelecimento de relações diplomáticas entre a Santa Sé e o Peru, em 20 de julho de 1917, Lauri tornou-se núncio pleno para aquele país. Em 25 de maio de 1921, substituiu Ambrogio Achille Ratti (futuro Papa Pio XI) como núncio apostólico na Polônia. Nesse posto, Lauri participou das negociações que culminaram com a chamada Concordata de 1925 entre o Vaticano e a Segunda República Polonesa.
Criado cardeal-presbítero de São Pancrácio por Pio XI no consistório de 20 de dezembro de 1926, Lauri deixou a nunciatura na Polônia e retornou à Cúria Romana, sendo nomeado penitenciário-mor da Penitenciária Apostólica em 31 de julho de 1927. Lauri também serviu como legado papal no Congresso Eucarístico Internacional de 1932, em Dublin. Pio XI ainda o nomearia camerlengo do Colégio Cardinalício (1936-1937) e protetor do Pontifício Colégio Norte-Americano (1937-1941). Como cardeal eleitor, participou do conclave de 1939, que elegeu o Papa Pio XII. Em 11 de dezembro desse ano, o cardeal foi nomeado camerlengo da Câmara Apostólica.
Lorenzo Lauri morreu em Roma, em 8 de outubro de 1941, aos 76 anos. Seu corpo foi sepultado no cemitério Campo di Verano.